# Edwardsiana logvinenkoae
Edwardsiana logvinenkoae är en insektsart som beskrevs av Alexander Georgievich Kirejtshuk 1975. Edwardsiana logvinenkoae ingår i släktet Edwardsiana och familjen dvärgstritar.
Artens utbredningsområde är Ukraina. Inga underarter finns listade i Catalogue of Life.